# Скельківська сільська рада
| Скельківська сільська рада — колишній орган місцевого самоврядування у Василівському районі Запорізької області з адміністративним центром у с. Скельки. Сільській раді підпорядковані населені пункти: - с. Скельки - с. Златопіль - с. Маячка - с. Першотравневе - с. Шевченка |

## Склад ради
Рада складається з 20 депутатів та голови.

## Керівний склад сільської ради
| ПІБ                        | Основні відомості                                                         | Дата обрання | Дата звільнення |
| -------------------------- | ------------------------------------------------------------------------- | ------------ | --------------- |
| Брик Віталій Володимирович | Сільський голова, 1964 року народження, освіта, член Партії регіонів      | 26.03.2006   | 31.10.2010      |
| Брик Віталій Володимирович | Сільський голова, 1964 року народження, освіта вища, член Партії регіонів | 31.10.2010   |                 |

Примітка: таблиця складена за даними джерела